# Eskmo (album)
 (janvier 2018).
Albums de Eskmo
Ascension
(2003) SOL
(2015)
Eskmo est le premier album studio de l'auteur-compositeur de musique électronique éponyme Eskmo, sorti au Royaume-Uni en octobre 2010 sous le label Ninja Tune.
L'album a une réception critique globalement positive. Grâce aux commentaires recueillis à partir de publications traditionnelles et spécialisées et colléctées par Metacritic, site d'agrégat d'évaluation populaire qui attribue une note normalisée de 100, l'album obtient un score moyen d'approbation globale de 66, sur la base de 10 avis, le plaçant dans la section « critiques généralement favorables ».

## Liste des titres
Toutes les chansons sont écrites et composées par Brendan Angelides.
| 1.    | Cloudlight                             | 3:58 |
| 2.    | We Got More                            | 4:12 |
| 3.    | Color Dropping                         | 4:06 |
| 4.    | The Melody                             | 4:23 |
| 5.    | You Go, I See That                     | 1:57 |
| 6.    | We Have Invisible Friends (Washed mix) | 5:02 |
| 7.    | Become Matter Soon, For You            | 3:50 |
| 8.    | Moving Glowstream                      | 3:53 |
| 9.    | Starships                              | 4:20 |
| 10.   | Communication                          | 3:12 |
| 11.   | Siblings                               | 4:50 |
| 12.   | Gold and Stone                         | 4:01 |
| 13.   | My Gears Are Starting to Tremble       | 1:41 |
| 49:26 |                                        |      |

| Titre bonus - Édition digitale, | Titre bonus - Édition digitale, | Titre bonus - Édition digitale, | Titre bonus - Édition digitale, | Titre bonus - Édition digitale, | Titre bonus - Édition digitale, | Titre bonus - Édition digitale, | Titre bonus - Édition digitale, | Titre bonus - Édition digitale, | Titre bonus - Édition digitale, |
| No                              | Titre                           | Durée                           |                                 |                                 |                                 |                                 |                                 |                                 |                                 |
| ------------------------------- | ------------------------------- | ------------------------------- | ------------------------------- | ------------------------------- | ------------------------------- | ------------------------------- | ------------------------------- | ------------------------------- | ------------------------------- |
| 14.                             | In Time                         | 5:04                            |                                 |                                 |                                 |                                 |                                 |                                 |                                 |
| 54:30                           |                                 |                                 |                                 |                                 |                                 |                                 |                                 |                                 |                                 |